# Отреу
Отреу (осет. Отъреу, груз. ოტრევი — Отреви) — село на юго-востоке Цхинвальского района Южной Осетии. Согласно юрисдикции Грузии — в Горийском муниципалитете.

## География
Расположено на юго-востоке Цхинвальского района на границе с собственно Грузией к северу от грузинских сёл Плави и Плависмани.

## История
В разгар южноосетинского конфликта село было в зоне контроля Грузии. После войны в августе 2008 года село находится под контролем властей РЮО.

## Население
Основное население — осетины. По переписи 1989 года в селе жило 246 человек, из которых осетины составили 100 %. В том числе в Нижнем Отреу (осет. Дæллаг Отъреу, груз.  Квемо-Отреви) — 229 чел. и в Верхнем Отреу (осет. Уæллаг Отъреу, груз. Земо-Отреви) — 17 человек. После событий начала 1990-х годов в основном опустело.

## Известные жители и уроженцы
- Чочиев, Резо Михайлович (1906—1983) — юго-осетинский писатель и драматург.
- Казиев Мелитон Резоевич (род. 1948) — юго-осетинский поэт и писатель

## Топографические карты
- Лист карты K-38-30 Орджоникидзе. Масштаб: 1 : 100 000. Состояние местности на 1984 год. Издание 1988 г.
- Лист карты K-38-65 Ленингори. Масштаб: 1 : 100 000. Издание 1979 г.